# Seznam francoskih dramatikov
Seznam francoskih dramatikov.

## A
- Marcel Achard
- Arthur Adamov
- Jacques-François Ancelot
- Jean Anouilh
- Fernando Arrabal (špansko-francoski)
- Colette Audry
- Émile Augier

## B
- François-Marie Banier
- Pierre Barillet (1923-2019)
- Pierre Beaumarchais
- Cyrano de Bergerac
- Tristan Bernard (1866-1947)
- François Billetdoux
- André Birabeau
- Alexandre Bisson
- Jean-Richard Bloch
- Pierre Bost
- Édouard Bourdet
- Paul Bourget

## C
- Henri Caïn
- Marc Camoletti
- Marie-Joseph Chénier
- Paul Claudel
- Maurice Clavel
- Jean Cocteau
- Romain Coolus
- Jacques Copeau
- Eugène Cormon
- Pierre Corneille
- Georges Courteline (Georges Victor Marcel Moinaux)
- François de Curel

## D
- Alphonse Daudet
- Pierre-Laurent-Jean-Baptiste-Etienne David (ps. Sylvain Phalantée)
- Jean-François Ducis
- Jacques-Henri Duval

## F
- Émile Fabre
- Charles Simon Favart
- Georges Feydeau
- Robert de Flers
- Raoul Follereau
- Pierre Fresnay  ?

## G
- Armand Gatti
- Laurent Gaudé (1972)
- Théophile Gautier
- Jean Genet (1910-1986)
- Michel Ghelderode
- Jean Giraudoux
- Olympe de Gouges
- Jean-Pierre Grédy (1920-2022)
- Jean-Claude Grumberg

## H
- Ludovic Halévy

## I
- Eugène Ionesco (romunsko-francoski)

## J
- Alfred Jarry
- Étienne Jodelle
- Alejandro Jodorowsky

## K
- Bernard-Marie Koltès

## L
- Eugène Marin Labiche
- Henri Lavedan
- Gabriel-Marie Legouvé
- Jules Lemaître
- Marie Lenéru
- Henri-René Lenormand

## M
- Jean Mairet
- Gabriel Marcel
- Pierre de Marivaux
- François Mauriac
- Henri Meilhac
- Louis-Sébastien Mercier
- Octave Mirbeau
- Molière (Jean-Baptiste Poquelin)
- Henri de Montherlant
- Alfred de Musset

## N
- Marie NDiaye
- François de Nion

## O
- Véronique Olmi

## P
- Marcel Pagnol
- Édouard Pailleron
- Roger Planchon
- Jean Poiret
- Jacques Pradon

## Q
- Raymond Queneaou

## R
- Jean Racine
- Paul Raynal
- Jean-François Regnard
- Yasmina Reza
- Jean-Michel Ribes
- Jean Richepin
- Romain Rolland
- Edmond Rostand
- André Roussin

## S
- Jules-Henri Vernoy de Saint-Georges
- X. B. Saintine
- Armand Salacrou
- Nathalie Sarraute
- Victorién Sardou
- Jean-Paul Sartre
- Alfred Savoir
- Paul Scarron
- Georges Schehadé
- Augustin Eugène Scribe
- Michel-Jean Sedaine
- Edmond Sée

## T
- Jean Tardieu
- Louis Tiercelin
- Roland Topor

## V
- Louis Verneuil
- Roger Vitrac

## Z
- Florian Zeller